# Георги Петров (джудист)
Вижте пояснителната страница за други личности с името Георги Петров.
Георги Ангелов Петров (17 септември 1954) е български джудист, роден в село Студено буче, Монтанско. Носител на няколко медала от световни, европейски първенства и международни турнири.

## Биография
Роден на 17 септември 1954 г. в село Студено Буче. Първо започва да тренира самбо в ЦСКА София, след това се ориентира към джудо. Женен.

## Постижения
- 1979 г. – Сребърен медал – Световно първенство по самбо – Мадрид
- 1981 г. – Бронзов медал – Световно първенство по джудо – Маастрихт
  - Златен медал – Европейско първенство по джудо – Дебрецен
  - Златен медал – Международен турнир по джудо „Освобождение“ и носител на купа „Освобождение“
- 1982 г. – Златен медал – Европейско първенство по самбо
- 1985 г. – Сребърен медал – Световно първенство по джудо – Сеул
  - Бронзов медал – Европейско първенство по джудо – Хамър
  - Златен медал – Международен турнир по джудо „Освобождение“
- 1986 г. – Златен медал – Европейско първенство по самбо
- 2001 г. – Обявен за „Най-техничен джудист на столетието“.

Треньор в спортен клуб Ронин – София.